# Манастир Пелагия
Манастирът Пелагия (на гръцки: Μονή Πελαγίας) или Манастирът „Рождество Богородично“ (на гръцки: Ιερά Μονή Γενεθλίου της Θεοτόκου) е действащ женски православен манастир в Беотия, Гърция. Намира се на малко плато на планината Птоон близо до селата Акрефнион и Кокино. По този манастир планината Птоос се нарича още Пелагия. Според една хипотеза името на манастира се дължи на малка църква, построена в района през раннохристиянските времена от римлянка на име Пелагия. Намира се на същото място, където в античността се е намирал храмът на Аполон Птийски, споменат от Павзаний.
Има различни мнения относно датата на основаването на манастира. Според едно мнение основаването му се поставя в средата на 12-ти век по време на т.нар. комнинов ренесанс и е реновиран по време на франкократията, докато според други мнения манастирът е издигнат през XVI или XVII век по време на османското владичество. По османско време манастирът е част от съседния манастир Сагмата.
Съвременният католикон датира от 1906 г. Към 2011 г. манастирът се обитава от 12 монахини.